# Porrova prizma
Porrova prizma je optična prizma, ki spada med odbojne prizme. Uporablja se v optičnih napravah za obračanje slike.  
Imenuje se po italijanskem izumitelju optičnih naprav Ignaziu Porru (1801 -1875).

## Zgradba in delovanje
Porrova prizma je sestavljena iz steklenih prizem z obliko pravilnih tristranih prizem z pravokotnim trikotnikom kot osnovno ploskvijo (glej sliko). Žarek, ki pade na prizmo, doživi dvakraten popolni odboj preden prizmo spet zapusti skozi ploskev, kjer je vstopil. Žarek vpada in izstopa iz prizme pod pravim kotom. Zaradi tega ne pride do disperzije. Slika se pri tem zavrti za 180°.
Porrove prizme se običajno uporabljajo v parih, ki tvorijo dvojno Porrovo prizmo. 

## Uporaba
Dvojna Porrova prizma se uporablja v manjših optičnih daljnogledih, kjer obrnejo sliko. V binokularjih sliko prav tako obrnejo, razen tega pa dajejo večjo navidezno razdaljo med objektivom in okularjem, ne da bi bil zaradi tega daljnogled daljši.  
Enojna Porrova prizma je posebna oblika strešne prizme.
Posebna oblika Porrove prizme je tudi Porro-Abbejeva prizma.